# Scaphander otagoensis
Scaphander otagoensis es una especie de molusco gasterópodo de la familia Scaphandridae.

## Distribución geográfica
Se encuentra  en Nueva Zelanda.